# Чорний Олександр Михайлович
Олександр Михайлович Чорний (1 вересня 1955 — 20 січня 2017) — радянський, український кінооператор. Лауреат Державної премії України ім. О. Довженка (1998). Член Національної спілки кінематографістів України.

## Життєпис
Народився 1 вересня 1955 р. в родині кінооператора М. К. Чорного. Закінчив Київський державний інститут театрального мистецтва ім. І. Карпенка-Карого (1978).
Працював на Київській кіностудії ім. О. П. Довженка.
Помер 20 січня 2017 року.

## Фільмографія
- Зіграв епізодичну роль у серіалі «Майстер і Маргарита»

Зняв фільми:
- «За твою долю» (1972, асистент оператора у співавт.)
- «Я — Водолаз 2» (1975, 2-й оператор)
- «Два дні на початку грудня» (1981, 2-й оператор у співавт.)
- «Зоряне відрядження» (1982, 2-й оператор у співавт.)
- «Таємниця корабельного годинника» (1983, 2-й оператор у співавт.)
- «На вагу золота» (1983, у співавт.)
- «Нас водила молодість...» (1986)
- «Казка про гучний барабан» (1987)
- «Виконати будь-яку правду» (1987)
- «Шлях до пекла» (1988, т/ф)
- «Війна на західному напрямку» (1990, т/ф, 6 с, у співавт.)
- «Бухта смерті» (1991)
- «Зброя Зевса» (1991, т/ф, 5 с)
- «Стамбульський транзит» (1993)
- «Москаль-чарівник» (1995)
- «Чорна рада» (2000)
- «Богдан-Зиновій Хмельницький» (2006, 2-й оператор у співавт.)
- «Запорожець за Дунаєм» (2007) та ін.